# Bactrocera involuta
Bactrocera involuta
 es una especie de díptero que Hardy describió por primera vez en 1982. Bactrocera involuta pertenece al género Bactrocera de la familia Tephritidae.